# Brzozowo (gromada)
Brzozowo – dawna gromada, czyli najmniejsza jednostka podziału terytorialnego Polskiej Rzeczypospolitej Ludowej w latach 1954–1972.
Gromady, z gromadzkimi radami narodowymi (GRN) jako organami władzy najniższego stopnia na wsi, funkcjonowały od reformy reorganizującej administrację wiejską przeprowadzonej jesienią 1954 do momentu ich zniesienia z dniem 1 stycznia 1973, tym samym wypierając organizację gminną w latach 1954–1972.
Gromadę Brzozowo z siedzibą GRN w Brzozowie utworzono – jako jedną z 8759 gromad na obszarze Polski – w powiecie chełmińskim w woj. bydgoskim, na mocy uchwały nr 24/4 WRN w Bydgoszczy z dnia 5 października 1954. W skład jednostki weszły: dotychczasowa gromada Watorowo ze zniesionej gminy Kijewo Królewskie,
dotychczasowa gromada Brzozowo i wieś Kałdus Górny z dotychczasowej gromady Kałdus ze zniesionej gminy Starogród, oraz wieś Osnowo z dotychczasowej gromady Osnowo ze zniesionej gminy Chełmno w tymże powiecie. Dla gromady ustalono 17 członków gromadzkiej rady narodowej.
31 grudnia 1959 do gromady Brzozowo włączono obszar zniesionej gromady Starogród (bez wsi Bieńkówka) w tymże powiecie.
Według stanu na rok 1966 gromada obejmowała powierzchnię 42,3 km² i zamieszkana była przez 2013 mieszkańców. W jej skład wchodziły następujące sołectwa: Brzozowo, Kałdus, Kiełp, Osnowo, Starogród (wraz z wsią Starogród Dolny) oraz Watorowo. 
Gromada przetrwała do końca 1972 roku, czyli do kolejnej reformy gminnej.